# Arnoldiella
Arnoldiella är ett släkte av svampar. Arnoldiella ingår i divisionen sporsäcksvampar och riket svampar.